# Anatolij Gorski
Anatolij Gorski, alias Gromow (ros. Горский Анатолий Вениаминович; ur. 16 listopada?/29 listopada 1907, zm. w sierpniu 1980) – radziecki funkcjonariusz służb bezpieczeństwa, pracownik NKWD, od 1936 zatrudniony w ambasadzie radzieckiej w Londynie. 

## Życiorys
W organach bezpieczeństwa państwowego od 1928. W Londynie od 1936 jako szeregowy pracownik pionu technicznego ambasady, bez dyplomatycznego statusu. Dopiero czystka całej londyńskiej rezydentury NKWD w latach 1937–1938 umożliwiła mu awans i przejęcie drobnych obowiązków wywiadowczych. Odwołany do Moskwy w 1939 przeszedł tam przeszkolenie, po którym awansowano go i już jako oficer NKWD powrócił do Londynu jako dyplomata i przejął prowadzenie kilku agentów, m.in. siatki z Cambridge: Macleana, Burgessa, Cairncrossa i Philby’ego. W 1944 został mianowany rezydentem zewnętrznym wywiad w Stanach Zjednoczonych, jako radca Ambasady ZSRR. Za udaną pracę w USA promowany w stopniu pułkownika i w 1945 odznaczony Orderem Wojny Ojczyźnianej. W 1953 podczas dochodzenia przed awansowaniem go na szefa wydziału amerykańskiego Centrali w Moskwie okazało się, że jego ojciec był carskim oficerem – w ankietach personalnych podawał, że ojciec był wiejskim nauczycielem – został wyrzucony z wywiadu. Jednak w latach 70., podając się za profesora Nikitina, prowadził działania wymierzone w obcokrajowców przebywających w Moskwie.